# Tomás González
Pour les articles homonymes, voir González.
Enrique Tomás González Sepúlveda (né le 22 novembre 1985 à Santiago) est un gymnaste chilien.

## Carrière sportive
C'est le premier Chilien à atteindre deux finales lors des Jeux olympiques de Londres, en 2012.